# Arai
Arai Ken, znany również jako 18degrees. lub a la i. – japoński kompozytor, gitarzysta, producent muzyczny, dj. Debiutował w 2003 roku w zespole transluv. W 2008 jako 18degrees. wydał album solowy „Tokyo Boy, Tokyo Girl”. Ogólnojapońską sławę zyskał za muzykę do serialu „Kagi no kakatta heya”. Jako dj koncentruje się na muzyce electro house.

## Dyskografia
jako 18degrees
- 2008 – Album „Tokyo Boy, Tokyo Girl"
- 2008 – Album „Time Travel:House Cover Of Eternal Songs"

jako a la i.
- 2013- Hands Up e.p.
- 2012 – Stardust e.p.
- 2012 – AmanoJack e.p.
- 2011 – Touch e.p.
- 2011 – Japon e.p.

jako Ken Arai
- 2013 – LAST HOPE Original Sound Track
- 2012 – Kagi no kakatta heya Extra Track
- 2012 – Kagi no kakatta heya Original Sound Track

## Filmografia
- Kagi no kakatta heya SP (Fuji TV, 2014)
- Last Hope (Fuji TV, 2013)
- Kagi no kakatta heya (Fuji TV, 2012)
- Tokyo Little Love (Fuji TV, 2010)